# Кодакио II (Кампобасо)
Кодакио II је насеље у Италији у округу Кампобасо, региону Молизе.
Према процени из 2011. у насељу је живело 219 становника. Насеље се налази на надморској висини од 620 м.